# Liste des cantons du Val-d'Oise

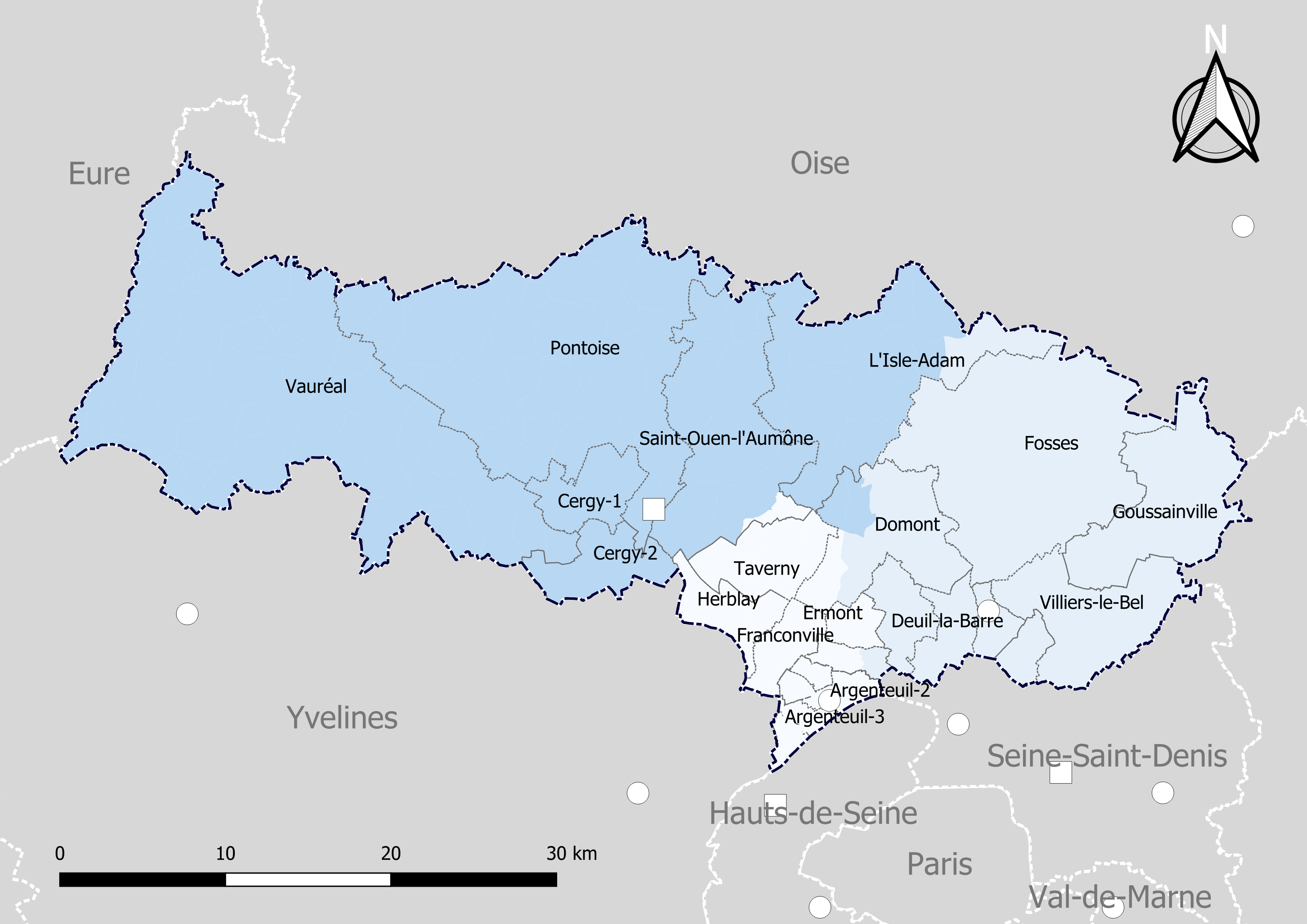
Découpage cantonal du département du Val-d'Oise, avec en surimpression les arrondissements (en nuances de bleu) - Carte arrêtée au 1er janvier 2019.

Le département du Val-d'Oise compte 21 cantons depuis le redécoupage cantonal de 2014 (39 cantons auparavant).

## Découpage cantonal de 1985 à 2015
Liste des 39 anciens cantons du département du Val-d'Oise, par arrondissement jusqu'en 2015 :
- arrondissement d'Argenteuil (7 cantons - sous-préfecture : Argenteuil) :
canton d'Argenteuil-Est - canton d'Argenteuil-Nord - canton d'Argenteuil-Ouest - canton de Bezons - canton de Cormeilles-en-Parisis - canton d'Herblay - canton de Sannois

- arrondissement de Pontoise (17 cantons - sous-préfecture : Pontoise) :
canton de Beauchamp - canton de Beaumont-sur-Oise - canton de Cergy-Nord - canton de Cergy-Sud - canton d'Eaubonne - canton d'Ermont - canton de Franconville - canton de l'Hautil (chef-lieu à Jouy-le-Moutier) - canton de l'Isle-Adam - canton de Magny-en-Vexin - canton de Marines - canton de Pontoise - canton de Saint-Leu-la-Forêt - canton de Saint-Ouen-l'Aumône - canton de Taverny - canton de la Vallée-du-Sausseron (chef-lieu à Auvers-sur-Oise) - canton de Vigny

- arrondissement de Sarcelles (15 cantons - sous-préfecture : Sarcelles) :
canton de Domont - canton d'Écouen - canton d'Enghien-les-Bains - canton de Garges-lès-Gonesse-Est - canton de Garges-lès-Gonesse-Ouest - canton de Gonesse - canton de Goussainville - canton de Luzarches - canton de Montmorency - canton de Saint-Gratien - canton de Sarcelles-Nord-Est - canton de Sarcelles-Sud-Ouest - canton de Soisy-sous-Montmorency - canton de Viarmes - canton de Villiers-le-Bel

Cas particulier en France : la préfecture du département, située à Cergy, dans l'arrondissement de Pontoise, ne se confond pas avec le chef-lieu de l'arrondissement dans lequel elle se trouve. Les autres départements (en dehors des cas particuliers de Paris et du Territoire de Belfort, qui n'ont aucune sous-préfecture) ont un nombre de sous-préfectures inférieur d'une unité à celui de leurs arrondissements (l'arrondissement restant étant celui de la préfecture).
Il n'y a pas d'homonymie pour les cantons de Franconville, Vigny, Goussainville et Saint-Gratien, même s'il existe des homonymies exactes pour chacune des communes chefs-lieux.

## Découpage cantonal de 2015 à aujourd'hui
Dans la poursuite de la réforme territoriale engagée en 2010, l'Assemblée nationale adopte définitivement le 17 avril 2013 la réforme du mode de scrutin pour les élections départementales destinée à garantir la parité hommes/femmes. Les lois (loi organique 2013-402 et loi 2013-403) sont promulguées le 17 mai 2013. Un nouveau découpage territorial est défini par décret du 17 février 2014 pour le département de la Val-d'Oise. Celui-ci entre en vigueur lors du premier renouvellement général des assemblées départementales suivant la publication du décret, prévu en mars 2015, remplaçant les élections cantonales de 2014 et 2017. Les conseillers départementaux sont élus au scrutin majoritaire binominal mixte. Les électeurs de chaque canton éliront au Conseil départemental, nouvelle appellation des Conseils généraux, deux membres de sexe différent, qui se présenteront en binôme de candidats. Les conseillers départementaux seront élus pour 6 ans au scrutin binominal majoritaire à deux tours, l'accès au second tour nécessitant 10 % des inscrits au 1er tour. En outre la totalité des conseillers départementaux est renouvelée.
Ce nouveau mode de scrutin nécessite un redécoupage des cantons dont le nombre est divisé par deux avec arrondi à l'unité impaire supérieure si ce nombre n'est pas entier impair et avec des conditions de seuils minimaux. Dans le Val-d'Oise le nombre de cantons passe ainsi de 39 à 21.
Les critères du remodelage cantonal sont les suivants : le territoire de chaque canton doit être défini sur des bases essentiellement démographiques, le territoire de chaque canton doit être continu et les communes de moins de 3 500 habitants sont entièrement comprises dans le même canton. Il n’est fait référence, ni aux limites des arrondissements, ni à celles des circonscriptions législatives.
Conformément à de multiples décisions du Conseil constitutionnel depuis 1985 et notamment sa décision no 2010-618 DC du 9 décembre 2010, il est admis que le principe d’égalité des électeurs au regard des critères démographiques est respecté lorsque le ratio conseiller/habitant de la circonscription est compris dans une fourchette de 20 % de part et d'autre du ratio moyen conseiller/habitant du département. Pour le département de la Val-d'Oise, la population de référence est la population légale en vigueur au 1er janvier 2013, à savoir la population millésimée 2010, soit 1 171 161 habitants. Avec 21 cantons la population moyenne par conseiller départemental est de 55 770 habitants. Ainsi la population de chaque nouveau canton doit-elle être comprise entre 44 616 habitants et 66 923 habitants pour respecter le principe de l'égalité citoyenne au vu des critères démographiques.

### Composition détaillée
| N° | Nom du Canton       | Bureau centralisateur | Population 2010              | Écart /moyenne | Nombre de communes entières | Communes composant le canton |
| -- | ------------------- | --------------------- | ---------------------------- | -------------- | --------------------------- | --- |
| 1  | Argenteuil-1        | Argenteuil            | 46 246 + fraction Argenteuil |                | 2 + fraction Argenteuil     | 1° Les communes suivantes : Saint-Gratien, Sannois. 2° La partie de la commune d'Argenteuil située au nord d'une ligne définie par l'axe des voies et limites suivantes : depuis la limite territoriale de la commune de Cormeilles-en-Parisis, route de Cormeilles, voie piétonne dans l'axe de l'avenue Georges-Clemenceau, avenue Georges-Clemenceau, rue de la Folie, rue des Celtes, route de Cormeilles, rue de la Folie, rue de la Nonaise, boulevard Marcel-Guillot, rue de Morinval, rue du Mans, ligne droite jusqu'à l'angle des rues du Bel-Air et de Lorraine, jusqu'à la limite territoriale de la commune de Sannois. |
| 2  | Argenteuil-2        | Argenteuil            | fraction Argenteuil          |                | fraction Argenteuil         | Partie de la commune d'Argenteuil située dans l'axe des voies et limites suivantes : depuis la limite territoriale de la commune de Cormeilles-en-Parisis, route de Cormeilles, voie piétonne dans l'axe de l'avenue Georges-Clemenceau, avenue Georges-Clemenceau, rue de la Folie, rue des Celtes, route de Cormeilles, rue de la Folie, rue de la Nonaise, boulevard Marcel-Guillot, rue de Morinval, rue du Mans, ligne droite jusqu'à l'angle des rues du Bel-Air et de Lorraine, limite territoriale de la commune de Sannois, limite territoriale de la commune de Saint-Gratien, limite territoriale de la commune d'Epinay-sur-Seine, cours de la Seine, pont d'Argenteuil, depuis la limite territoriale de la commune de Gennevilliers, avenue Gabriel-Péri, boulevard Léon-Feix, boulevard Jeanne-d'Arc, boulevard Gallieni, rue du Lieutenant-Colonel-Prudhon, rue de la Tour-Billy, rue Lhérault-Clouqueur, rue Saint-Vincent-de-Paul, rue des Messiers, avenue Maurice-Utrillo, rue des Beurriers, rue de la Marche, rue d'Ascq, rue de Locarno, rue de Douaumont, rue Emile-Giraut, rue Louis-Lhérault, ligne de la Grande-Ceinture jusqu'au droit de l'impasse du Prunet, impasse du Prunet, rue Lucien-Barbier, rue de la Fosse-aux-Loups, rue des Indes, rue de Salonique, boulevard des Martyrs-de-Châteaubriant, jusqu'à la limite territoriale de la commune de Sartrouville. |
| 3  | Argenteuil-3        | Argenteuil            | 27 987 + fraction Argenteuil |                | 1 + fraction Argenteuil     | 1° La commune suivante : Bezons. 2° La partie de la commune d'Argenteuil non incluse dans les cantons d'Argenteuil-1 et d'Argenteuil-2. |
| 4  | Cergy-1             | Cergy                 | 16 669 + fraction Cergy      |                | 2 + fraction Cergy          | 1° Les communes suivantes : Osny, Puiseux-Pontoise. 2° La partie de la commune de Cergy située au nord d'une ligne définie par l'axe des voies suivantes : depuis la limite territoriale de la commune de Vauréal, plate-forme de l'ancienne voie ferrée de Pontoise à Poissy, chemin de la Fourmi, avenue du Nord, allée des Acacias, allée de Bellevue, rue du Tertre, avenue du Nord, boulevard de la Viosne, jusqu'à la limite territoriale de la commune de Pontoise. |
| 5  | Cergy-2             | Cergy                 | 36 236 + fraction Cergy      |                | 4 + fraction Cergy          | 1° Les communes suivantes : Boisemont, Éragny, Jouy-le-Moutier, Neuville-sur-Oise. 2° La partie de la commune de Cergy non incluse dans le canton de Cergy-1. |
| 6  | Deuil-la-Barre      | Deuil-la-Barre        | 58 539                       | 1,05           | 4                           | Deuil-la-Barre, Groslay, Montmagny, Saint-Brice-sous-Forêt. |
| 7  | Domont              | Domont                | 58 612                       | 1,05           | 11                          | Baillet-en-France, Béthemont-la-Forêt, Bouffémont, Chauvry, Domont, Moisselles, Montsoult, Piscop, Le Plessis-Bouchard, Saint-Leu-la-Forêt, Saint-Prix. |
| 8  | Ermont              | Ermont                | 51 508                       | 0,92           | 2                           | Eaubonne, Ermont. |
| 9  | Fosses              | Fosses                | 56 984                       | 1,02           | 24                          | Attainville, Bellefontaine, Belloy-en-France, Châtenay-en-France, Chaumontel, Écouen, Epinay-Champlâtreux, Ézanville, Fontenay-en-Parisis, Fosses, Jagny-sous-Bois, Lassy, Luzarches, Maffliers, Mareil-en-France, Le Mesnil-Aubry, Le Plessis-Gassot, Le Plessis-Luzarches, Puiseux-en-France, Saint-Martin-du-Tertre, Seugy, Viarmes, Villaines-sous-Bois, Villiers-le-Sec. |
| 10 | Franconville        | Franconville          | 56 135                       | 1,01           | 2                           | Cormeilles-en-Parisis, Franconville. |
| 11 | Garges-lès-Gonesse  | Garges-lès-Gonesse    | 53 550                       | 0,96           | 2                           | Arnouville, Garges-lès-Gonesse. |
| 12 | Goussainville       | Goussainville         | 57 810                       | 1,04           | 9                           | Chennevières-lès-Louvres, Epiais-lès-Louvres, Goussainville, Louvres, Marly-la-Ville, Saint-Witz, Survilliers, Vémars, Villeron. |
| 13 | Herblay-sur-Seine   | Herblay-sur-Seine     | 49 626                       | 0,89           | 3                           | La Frette-sur-Seine, Herblay-sur-Seine, Montigny-lès-Cormeilles. |
| 14 | L'Isle-Adam         | L'Isle-Adam           | 58 989                       | 1,06           | 15                          | Asnières-sur-Oise, Beaumont-sur-Oise, Bernes-sur-Oise, Bruyères-sur-Oise, Champagne-sur-Oise, L'Isle-Adam, Mours, Nerville-la-Forêt, Nointel, Noisy-sur-Oise, Parmain, Persan, Presles, Ronquerolles, Villiers-Adam. |
| 15 | Montmorency         | Montmorency           | 58 368                       | 1,05           | 6                           | Andilly, Enghien-les-Bains, Margency, Montlignon, Montmorency, Soisy-sous-Montmorency. |
| 16 | Pontoise            | Pontoise              | 50 933                       | 0,91           | 32                          | Ableiges, Arronville, Le Bellay-en-Vexin, Berville, Boissy-l'Aillerie, Bréançon, Brignancourt, Chars, Commeny, Cormeilles-en-Vexin, Courcelles-sur-Viosne, Ennery, Epiais-Rhus, Frémécourt, Génicourt, Gouzangrez, Grisy-les-Plâtres, Haravilliers, Le Heaulme, Livilliers, Marines, Menouville, Montgeroult, Moussy, Neuilly-en-Vexin, Nucourt, Le Perchay, Pontoise, Santeuil, Theuville, Us, Vallangoujard. |
| 17 | Saint-Ouen-l'Aumône | Saint-Ouen-l'Aumône   | 53 746                       | 0,96           | 12                          | Auvers-sur-Oise, Butry-sur-Oise, Frépillon, Frouville, Hédouville, Hérouville, Labbeville, Mériel, Méry-sur-Oise, Nesles-la-Vallée, Saint-Ouen-l'Aumône, Valmondois. |
| 18 | Sarcelles           | Sarcelles             | 58 614                       | 1,05           | 1                           | Sarcelles. |
| 19 | Taverny             | Taverny               | 49 833                       | 0,89           | 4                           | Beauchamp, Bessancourt, Pierrelaye, Taverny. |
| 20 | Vauréal             | Vauréal               | 51 748                       | 0,93           | 39                          | Aincourt, Ambleville, Amenucourt, Arthies, Avernes, Banthelu, Bray-et-Lû, Buhy, La Chapelle-en-Vexin, Charmont, Chaussy, Chérence, Cléry-en-Vexin, Condécourt, Courdimanche, Frémainville, Genainville, Guiry-en-Vexin, Haute-Isle, Hodent, Longuesse, Magny-en-Vexin, Maudétour-en-Vexin, Menucourt, Montreuil-sur-Epte, Omerville, La Roche-Guyon, Sagy, Saint-Clair-sur-Epte, Saint-Cyr-en-Arthies, Saint-Gervais, Seraincourt, Théméricourt, Vauréal, Vétheuil, Vienne-en-Arthies, Vigny, Villers-en-Arthies, Wy-dit-Joli-Village. |
| 21 | Villiers-le-Bel     | Villiers-le-Bel       | 61 092                       | 1,1            | 7                           | Bonneuil-en-France, Bouqueval, Gonesse, Roissy-en-France, Le Thillay, Vaudherland, Villiers-le-Bel. |
|    |                     |                       | 1 171 161                    |                | 185                         | |

### Répartition par arrondissement
Contrairement à l'ancien découpage où chaque canton était inclus à l'intérieur d'un seul arrondissement, le nouveau découpage territorial s'affranchit des limites des arrondissements. Certains cantons peuvent être composés de communes appartenant à des arrondissements différents. Dans le département de la Val-d'Oise, c'est le cas de cinq cantons (Argenteuil-1, Domont, Franconville, L'Isle-Adam, Montmorency).
Le tableau suivant présente la répartition par arrondissement :
| N° | Canton              | Argenteuil              | Sarcelles | Pontoise           | Total                   |
| -- | ------------------- | ----------------------- | --------- | ------------------ | ----------------------- |
| 1  | Argenteuil-1        | 1 + fraction Argenteuil | 1         |                    | 1 + fraction Argenteuil |
| 2  | Argenteuil-2        | fraction Argenteuil     |           |                    | fraction Argenteuil     |
| 3  | Argenteuil-3        | 1 + fraction Argenteuil |           |                    | 1 + fraction Argenteuil |
| 4  | Cergy-1             |                         |           | 1 + fraction Cergy | 1 + fraction Cergy      |
| 5  | Cergy-2             |                         |           | 4 + fraction Cergy | 4 + fraction Cergy      |
| 6  | Deuil-la-Barre      |                         | 4         |                    | 4                       |
| 7  | Domont              |                         | 6         | 5                  | 11                      |
| 8  | Ermont              |                         |           | 2                  | 2                       |
| 9  | Fosses              |                         | 24        |                    | 24                      |
| 10 | Franconville        | 1                       |           | 1                  | 2                       |
| 11 | Garges-lès-Gonesse  |                         | 2         |                    | 2                       |
| 12 | Goussainville       |                         | 9         |                    | 9                       |
| 13 | Herblay-sur-Seine   | 3                       |           |                    | 3                       |
| 14 | L'Isle-Adam         |                         | 2         | 13                 | 15                      |
| 15 | Montmorency         |                         | 5         | 1                  | 6                       |
| 16 | Pontoise            |                         |           | 32                 | 32                      |
| 17 | Saint-Ouen-l'Aumône |                         |           | 12                 | 12                      |
| 18 | Sarcelles           |                         | 1         |                    | 1                       |
| 19 | Taverny             |                         |           | 4                  | 4                       |
| 20 | Vauréal             |                         |           | 40                 | 40                      |
| 21 | Villiers-le-Bel     |                         | 7         |                    | 7                       |
|    |                     | 7                       | 61        | 117                | 185                     |